# Christin Cooper
Pour les articles homonymes, voir Cooper.
Christin Cooper, née le 8 octobre 1959 à Los Angeles, est une skieuse alpine américaine, originaire de Sun Valley.

## Palmarès

### Jeux olympiques
| Édition / Épreuve   | Descente | Slalom géant | Slalom  |
| ------------------- | -------- | ------------ | ------- |
| JO 1980 Lake Placid | —        | 7e           | 8e      |
| JO 1984 Sarajevo    | —        | Argent       | Abandon |

### Championnats du monde
| Épreuve / Édition                    | Descente | Slalom géant | Slalom  | Combiné |
| Mondiaux 1978 Garmisch-Partenkirchen | —        | 23e          | Abandon | —       |
| JO 1980 Lake Placid                  | —        | 7e           | 8e      | —       |
| Mondiaux 1982 Schladming             | —        | Argent       | Argent  | Bronze  |

### Coupe du monde
- Meilleur résultat au classement général : 3e en 1982
  - 5 victoires : 1 géant, 2 slaloms et 2 combinés
  - 26 podiums

| Année/Classement | Général | Général | Descente | Descente | Géant  | Géant  | Slalom | Slalom | Combiné | Combiné |
| Année/Classement | Class.  | Points  | Class.   | Points   | Class. | Points | Class. | Points | Class.  | Points  |
| ---------------- | ------- | ------- | -------- | -------- | ------ | ------ | ------ | ------ | ------- | ------- |
| 1977             | 35e     | 4       | -        | -        | 25e    | 1      | 18e    | 3      | -       | -       |
| 1978             | 18e     | 24      | -        | -        | 20e    | 2      | 7e     | 23     | -       | -       |
| 1979             | 21e     | 60      | 42e      | 2        | -      | -      | 16e    | 36     | -       | -       |
| 1980             | 18e     | 44      | -        | -        | 11e    | 33     | 21e    | 12     | -       | -       |
| 1981             | 4e      | 198     | 42e      | 2        | 7e     | 69     | 2e     | 86     | 6e      | 41      |
| 1982             | 3e      | 198     | 21e      | 10       | 5e     | 68     | 3e     | 83     | 5e      | 37      |
| 1983             | 12e     | 87      | -        | -        | 12e    | 32     | 16e    | 27     | 9e      | 28      |
| 1984             | 6e      | 161     | 23e      | 10       | 2e     | 90     | 9e     | 60     | 11e     | 26      |

| Édition / Épreuve | Géant       | Slalom                    | Combiné                 | Total |
| ----------------- | ----------- | ------------------------- | ----------------------- | ----- |
| 1982              | -           | Berchtesgaden Montgenèvre | / Saalbach/Chamonix     | 1     |
| 1983              | -           | -                         | San Sicario/Piancavallo | 1     |
| 1984              | Lake Placid | -                         | -                       | 1     |
| Total             | 1           | 2                         | 2                       | 5     |

### Arlberg-Kandahar
- Meilleur résultat : 3e place dans le combiné 1983-84 à Val-d'Isère/Sestrières